# Città d'Inverno
La Città d'Inverno di Arcachon (Ville d'Hiver d'Arcachon in francese) è un quartiere della nota località balneare francese della costa atlantica situata nel dipartimento della Gironda, non lontano da Bordeaux. Nata dalla visione degli immobiliaristi Emilio e Isacco Pereire agli inizi degli anni sessanta del XIX secolo, è contraddistinta dalle caratteristiche ville storiche in stile pittoresco che prende il nome di stile arcachonnais.